# Haaretz
Haaretz (Hebreeuws: הארץ, betekenis: 'het land') is een liberaal en onafhankelijk Israëlisch dagblad. Het is eigendom van de familie Schocken.
Haaretz werd in 1918 opgericht en is daarmee het oudste Israëlische dagblad. De krant verschijnt sinds 9 juni 1919 als Hebreeuws dagblad in Tel Aviv, alwaar het hoofdkantoor nog steeds is gevestigd. Aanvankelijk heette het Chadashot Ha'aretz (betekenis: 'nieuws van het land'), maar in december 1919 werd het eerste woord geschrapt. Het is het derde dagblad van Israël in oplage, na Yediot Ahronot en Maariv. De krant wordt vrij algemeen bestempeld als een 'kwaliteitskrant'.

## Bekende medewerkers
- Gideon Levy
- Amira Hass
- Hagar Shezaf[1]

- Shereen Falah Saab en * Jack Khoury kregen de '2025 Uri Avnery Award voor Moedige Journalistiek' gedurende de Gaza-Oorlog. Deze werd uitgereikt door de Unie van Journalisten in Israël en de Rachel en Uri Avnery Foundation.[2]